# 김정희 종가 유물
김정희 종가 유물(金正喜 宗家 遺物)은 서울특별시 용산구 국립중앙박물관 등에 있는 조선시대의 유물이다. 1971년 8월 30일 대한민국의 보물 제547호로 지정되었다가, 2013년 11월 13일 대한민국의 보물 제547-1호로 번호가 변경되었다.

## 개요
김정희 종가 유물(金正喜 宗家 遺物)은 조선 후기의 문신이자 서화가였던 김정희(1786∼1856)의 것으로 세간에 그의 작품이 많으나 이것은 그의 종가에 대대로 내려오는 그의 작품과 유물이다. 추사 김정희는 순조 19년(1819) 문과에 급제하여 여러 벼슬을 하였으며 학문에 있어서는 고증학과 금석학을 발전시켰고 시·서·화에도 뛰어난 재능을 보여 말년에는 독창적인 글씨체인 추사체를 완성시켰다.
그의 유물로는 생전에 지니던 인장, 염주, 벼루, 붓의 유물류와 그의 습작부터 편지, 달력, 필사본, 대련 등에 이르는 유묵, 그리고 독립된 서첩인 금반첩과 심경첩으로 크게 나누어 볼 수 있다. 더불어 철종 8년(1857) 이한철이 그린 김정희영정(가로 57.7cm, 세로 131.5cm)이 함께 지정·보관되고 있다.
1) 김정희 유물
·김정희 인장:김정희의 도장으로 30종류에 31과가 있는데, 모두 석재·옥재 등에 조각되었고 ‘김정희인’·‘추사’·‘견한’·‘양류당년’·‘음자십시(吟自十詩)’등이 새겨져 있다.
·수정염주 1건:수정을 실에 꿰어서 만든 염주이다.
·보리염주 1건
·운룡문단계연:구름과 용무늬가 있는 벼루로 나무로 된 벼루함이 있다.
·유명연:명문이 새겨져 있는 벼루이다.
·도철문연:도깨비나 짐승의 얼굴 모양을 형상화한 도철문이 새겨진 벼루로 돌의 재질이 좋고 조각도 매우 정교하다.
·모필:붓 7자루 중 작은 붓이 1자루, 중간 크기의 붓이 2자루, 큰 붓이 4자루인데, 재료로 돼지털을 사용한 것도 있다.
2) 김정희유묵
·예서대련:김정희가 ‘세간양건사경독(世間兩件事耕讀)’, ‘천하일등인충효(天下一等人忠孝)’를 각각 따로 쓴 것인데 예서를 씀에 있어 원숙한 경지에 이르렀을 때의 작품이다.
·순우장하승비:중국 한대(漢代)의 비석인 순우장하승비를 보고 베낀 것으로 모두 14장으로 되어 있다. 
·을묘칠정:철종 6년(1855)의 달력표지를 뜻하는 을묘칠정(乙卯七正)이 쓰여있고 표지의 오른쪽에는 금칠십재(金七十齋)라고 써놓고 있어 필자가 70세 되던 해라서 이런 제목을 붙인 듯 하다. 안에는 필자의 글씨가 작게 행서체로 써서 붙여져 있고 끝에 편지 2장이 붙어 있다.
·척독초본:청나라의 학자인 왕맹자와 장보산이 보낸 편지를 베껴 놓은 것이다.
·십삼년정미첩:헌종 13년(1847) 때의 달력 제목인데 안에다 해서(楷書)의 글씨를 붙여 놓았다.
·사공도시평첩:당 사공도(시인)의 시평을 큰 해서체의 글씨로 써서 글씨의 교본으로서 귀중하게 여겨진다.
·상지십년용집협흡:헌종 10년(1844)의 달력이다. 안에 필자의 여러 종류의 습작서를 붙여 넣고 필자의 손자인 김한제의 글을 끝에 붙였다.
·충술근수교훈묵의헌진장:표제 아래에 ‘충술근수교(忠述謹受敎)’, ‘훈묵헌진장(訓墨軒珍藏)’이라고 쓰여 있다. 안에는 필자의 글씨가 있고 청나라 주학년(朱鶴年)이 김정희에게 보낸 편지 2점이 들어 있다.
·소재첩:표제에 소재첩이라고 쓰여있고 그 아래에 작은 글씨로 ‘원옹경본(院翁硬本)’, ‘이당(怡堂)’, ‘제첨(題籤)’, ‘신해경등루장(辛亥竟登樓藏)’이라고 쓰여있다. 안에는 소재라는 호의 유래에 대한 해설이 있다.
3) 서첩
·금반첩:독립된 행서체의 글씨로 크게 1행 2자 또는 3자로 쓰여있다. 끝에 아우인 김명희의 글이 있다.
·심경첩:반야바라밀다심경 전체를 해서체로 정성들여 쓴 진본으로 제목에 ‘심경’이라고 쓰고 안에는 선을 그어 1장에 3행 8자씩 썼는데 간혹 예외가 있다.
이 물건들은 모두 종가에 전해진 물건으로 습작부터 완형의 서첩에 이르기까지 김정희의 서체를 한눈에 살펴볼 수 있어 그의 글씨를 연구하는데 훌륭한 자료가 된다. 도장 역시 많은 수가 전하고 있어 그의 작품 판정에 도움을 준다. 특히 김정희 영정은 제작시기와 제작자를 분명히 알 수 있다는 점에서 조선 후기 영정의 연구에 귀중한 자료이다.

## 같이 보기
- 김정희

## 참고 자료
- 김정희 종가 유물 - 국가유산청 국가유산포털